# Дёмин, Владимир Фёдорович (политик)
Владимир Фёдорович Дёмин (род. 5 сентября 1948, Дворниково, Московская область) — глава городского поселения Раменское, с 1996 по 2016 год — глава Раменского района. Заслуженный строитель Российской Федерации (1995).

## Биография
Родился 5 сентября 1948 года в деревне Дворниково Воскресенского района в семье рабочих-ткачей. По окончании средней школы и Гжельского силикатно-керамического техникума в 1967 году начал работать в строительном комплексе Московской области и прошёл хорошую трудовую школу: был сначала мастером, затем прорабом, начальником участка, руководителем строительного управления в строительных организациях Люберецкого и Раменского районов.
В 1978 году без отрыва от производства В. Ф. Дёмин окончил Всесоюзный заочный инженерно-строительный институт по специальности «инженер-строитель».
С 1980 по 1985 год возглавлял Раменский строительный трест «Мособлстрой-26», а с 1985 по 1986 год Владимир Федорович работал первым заместителем начальника областного объединения крупнопанельного домостроения. Затем был председателем исполкома Раменского горсовета, первым секретарём Раменского горкома партии.
С 1996 года по 2016 год являлся главой Раменского района. В настоящее время В. Ф. Дёмин является главой городского поселения Раменское. С 2005 года является членом областного политсовета МО РО Всероссийской политической партии «Единая Россия».
В 24 марта 2010 года был избран председателем федерации бадминтона Московской области и возглавлял её по 12 декабря 2015 года.

## Семья
Владимир Дёмин женат, воспитал двоих, ныне уже взрослых, сыновей. Есть внуки.

## Награды
Деятельность В. Ф. Дёмина отмечена орденами «Знак Почёта», «За заслуги перед Отечеством» IV степени (1998), Знаком отличия «За заслуги перед Московской областью» и Знаком Губернатора «За полезное». В. Ф. Дёмину присвоено почетное звание «Заслуженный строитель Российской Федерации» (1995) и «Отличник народного просвещения». В феврале 2004 года Федерация независимых профсоюзов России (ФНПР) удостоила В. Ф. Дёмина нагрудного знака «За содружество», отметив таким образом большой вклад В. Ф. Дёмина в развитие и реализацию трудовых, социально-культурных прав и интересов людей труда, в подготовку специалистов. В 2005 году В. Ф. Дёмину «за высокие достижения в развитии и становлении местного самоуправления» был вручен диплом лауреата во Всероссийском конкурсе «Лучший муниципальный служащий». Удостоен в 1999 году и в 2009 году Благодарности Президента Российской Федерации.
В. Ф. Дёмин имеет грамоты и награды Святейшего Патриарха Московского и всея Руси Алексия II: орден Святого Благоверного князя Даниила Московского III степени, врученный в связи с празднованием 2000-летия Рождества Христова, и орден Святого Благоверного князя Даниила Московского II степени, врученный в 2004 г. в с. Марково Раменского района.